# Tchagra senegalus

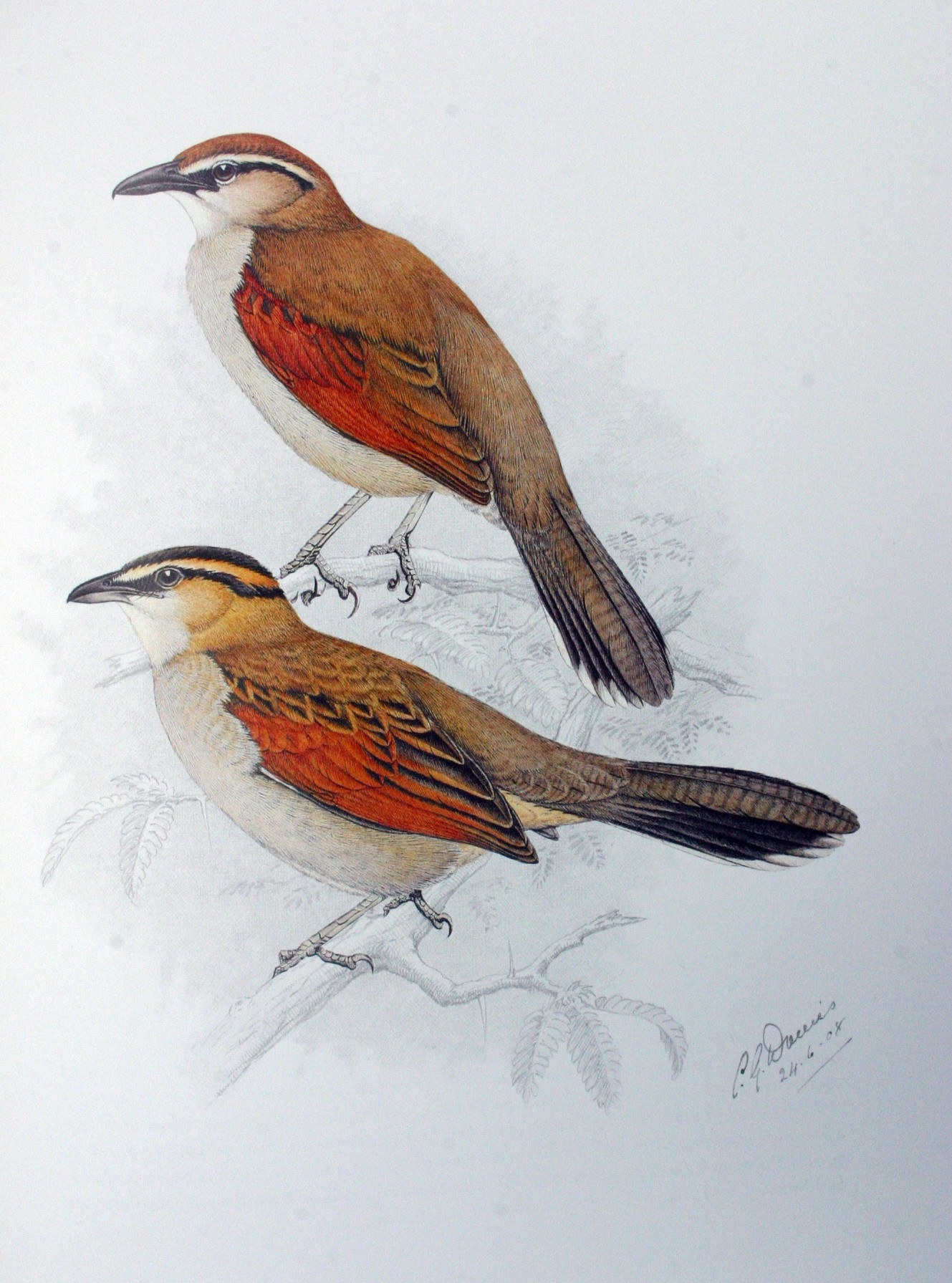
Tchagra australis (arriba) y Tchagra senegalus.

La chagra de Senegal (Tchagra senegalus) es una especie de ave paseriforme de la familia Malaconotidae que se distribuye por la península arábiga y la mayor parte de África en áreas de matorral, bosques dispersos y cultivos. 
En España, está presente en la ciudad autónoma de Ceuta

## Identificación
Inconfundible, la chagra del Senegal mide 19-22 cm de longitud, cola larga, cuerpo grisáceo salvo las alas rojizas y la cabeza negra con una ancha lista supraciliar blanca. 

## Comportamiento
Ponen dos o tres huevos intensamente moteados en un nido en forma de cuenco en un arbusto. Ambos miembros de la pareja incuban, pero sobre todo la hembra, durante 12-15 días. Los pollos vuelan tras dos semanas en el nido. 
Cazan insectos y pequeños vertebrados desde una percha en un arbusto o árbol.